# Liste der denkmalgeschützten Objekte in Katsdorf
Die Liste der denkmalgeschützten Objekte in Katsdorf enthält die 4 denkmalgeschützten, unbeweglichen Objekte in Katsdorf.

## Denkmäler
| Foto |                 | Denkmal                                                                             | Standort                               | Beschreibung | Metadaten |
| ---- | --------------- | ----------------------------------------------------------------------------------- | -------------------------------------- | --- | --- |
| ja   | Datei hochladen | Bauernhofanlage, ehem. Schloss Breitenbruck HERIS-ID: 5874 Objekt-ID: 1748seit 2013 | Breitenbruck 60 Standort KG: Bodendorf | Das Schloss wurde 1230 erstmals erwähnt. Nachdem es Ende des 17. Jahrhunderts aufgegeben wurde, begann es zu verfallen, wurde später als Bauernhof genutzt und in der Bausubstanz stark verändert. Original sind aber noch ein gotisches Tor, einer der Türme sowie Kreuz- und Netzrippengewölbe in den Innenräumen. | BDA-Hist.: Q2240385 Status: Bescheid Stand der BDA-Liste: 2025-06-30 Name: Bauernhofanlage, Ehem. Schloss Breitenbruck GstNr.: .417 Schloss Breitenbruck |
| ja   | Datei hochladen | Kriegerdenkmal HERIS-ID: 5886 Objekt-ID: 1760                                       | Kirchenplatz 2 Standort KG: Bodendorf  | Das Kriegerdenkmal befindet sich südwestlich der Pfarrkirche auf dem Kirchenvorplatz. | BDA-Hist.: Q37860793 Status: § 2a Stand der BDA-Liste: 2025-06-30 Name: Kriegerdenkmal GstNr.: 3046                                                      |
| ja   | Datei hochladen | Kath. Pfarrkirche hl. Vitus HERIS-ID: 5887 Objekt-ID: 1761                          | Kirchenplatz 2 Standort KG: Bodendorf  | Eine Vorgängerkirche wurde bereits 1116 geweiht. Die heutige Kirche wurde 1645 erbaut. 1838 war nach einem Brand ein fast vollständiger Wiederaufbau erforderlich. Der schmucklose Saalbau mit gotischem Chor grenzt im Westen an einen schlanken Turm aus dem Jahr 1725. 1893 wurde die barocke Kircheneinrichtung durch eine Neorenaissance-Einrichtung ersetzt. 1908 wurde der Turm erhöht. Nach dem II. Vatikanischen Konzil wurden Hochaltar, Seitenaltäre, Kanzel und Kommunionsgitter entfernt. 1983 bis 1985 wurden die barocken Bilder wieder aufgehängt. 2009 erfolgte eine umfangreiche Renovierung und Neuordnung der Kunstwerke. | BDA-Hist.: Q37860895 Status: § 2a Stand der BDA-Liste: 2025-06-30 Name: Kath. Pfarrkirche hl. Vitus GstNr.: .308 Pfarrkirche Katsdorf                    |
| ja   | Datei hochladen | Bildstock HERIS-ID: 5882 Objekt-ID: 1756                                            | Mühlholzstraße Standort KG: Bodendorf  | Die sogenannte Pestsäule „Auf der Bastein“ befindet sich auf einem Höhenrücken der als Schutzwall (=Bastein) diente. In der Mundart wurde aus dem Begriff später das Wort Bassgeign. Derartige Flurnamen können mehr als 1000 Jahre alt sein. | BDA-Hist.: Q37860382 Status: § 2a Stand der BDA-Liste: 2025-06-30 Name: Bildstock GstNr.: 3128/1 Pestsäule Katsdorf                                      |